# Aristeguietia glutinosa
Aristeguietia glutinosa là một loài thực vật có hoa thuộc họ Asteraceae.
Nó chỉ được tìm thấy ở Ecuador, ở đó nó có tên thông dụng là matico. Các nơi khác ở Nam Mỹ, that name refers to the unrelated Spiked Pepper (Piper aduncum).
Các môi trường sống tự nhiên của chúng là các khu rừng vùng núi ẩm nhiệt đới hoặc cận nhiệt đới and subtropical or tropical high-altitude shrubland.
Nó bị đe dọa do mất môi trường sống.